# Сражение на Гёйле
Сраже́ние на реке́ Гёйле (фр. Bataille de La Gueule) — состоявшееся 26 июня 891 года сражение вблизи реки Гёйле (около Маастрихта), в котором войско викингов под командованием конунга Зигфрида разбило войско восточных франков под командованием архиепископа Майнца Зундерольда и маркграфа Восточной марки Арнульфа.
Войско норманнов из состава «Великой армии язычников» ещё в 879 году прибыло из Британии во Фрисландию и Лотарингию. Несмотря на поражение в сражении при Сокуре в 881 году, за последующие десять лет викингами были разорены почти все северо-западные земли Восточно-Франкского королевства, а также часть земель королевства западных франков, разграблены такие крупные города как Кёльн, Вормс, Трир, Мец, Ахен и Льеж.
В начале 891 года главный лагерь норманнов находился вблизи города Лёвена. Весной бо́льшая часть викингов под командованием конунга Зигфрида вышла из лагеря, намереваясь погрузиться на свои суда, стоявшие в устье Мааса, однако путь им преградило войско восточных франков, собранное королём Арнульфом Каринтийским. Так как сам монарх был вынужден уехать в Баварию, на которую, как предполагалось, могли совершить нападение моравы, командование войском он поручил архиепископу Майнца Зундерольду и маркграфу Восточной марки Арнульфу. Зигфриду удалось совершить успешный обходной манёвр войска франков и по пути разорить окрестности Ахена. В результате этого военачальники восточных франков до самого дня битвы не знали, где находятся основные силы викингов.
26 июня восточные франки разбили лагерь на берегу реки Гёйле и здесь на них наткнулся один из передовых отрядов викингов. Думая, что это только немногочисленный отряд норманнов, франки без всякого порядка бросились преследовать отступившего противника, однако вскоре столкнулись с большим войском викингов, построенным в боевой порядок. Первая неподготовленная атака королевского войска была легко отбита норманнами, что внесло в ряды восточных франков ещё больший беспорядок. Франкские военачальники ещё не успели построить своих воинов для повторной атаки, когда удар конного отряда норманнов обратил королевское войско в бегство. В «Фульдских анналах» ответственность за поражение возлагается на архиепископа Майнца Зундерольда, обвиняемого в том, что тот «опрометчиво напал на врагов». В сражении погибло множество восточных франков, в том числе и оба военачальника, Зундерольд и Арнульф. Преследуя бегущих, викинги захватили франкский лагерь, убили всех пленных и с богатой добычей возвратились обратно в Лёвен.
Победа при Гёйле стала последней победой, одержанной норманнами в Восточно-Франкском государстве: уже 1 сентября 891 года они были разбиты королём Арнульфом Каринтийским в сражении при Лёвене. Это положило конец их вторжениям на территории будущих Германии, Бельгии и Нидерландов.